# 도미니카 공화국
도미니카 공화국(스페인어: República Dominicana 레푸블리카 도미니카나[*], 문화어: 도미니까 공화국)은 북아메리카 카리브 제도에 있는 나라이다. 대앤틸리스 제도의 일부인 히스파니올라섬의 동쪽에 있으며, 서쪽으로 아이티와 접경하고 있다. 인구와 면적으로 볼 때, 도미니카 공화국은 카리브 제도의 국가 중 쿠바에 이어 두 번째로 큰 나라이다. 수도는 산토 도밍고다. 참고로, 도미니카와 도밍고는 각각 라틴어와 스페인어로 일요일을 뜻하는 단어다. 산토 도밍고는 성스러운 일요일을 의미한다.

## 역사

### 고대
7세기 이래로 타이노 원주민이 거주했다

### 중세
1492년 크리스토퍼 콜럼버스가 도착한 이후로 순수한 원주민의 숫자는 급격히 줄어들고, 현재의 도미니카 공화국 지역에는 3개의 부족 국가가 세워졌다. 그러나 1516년에 멸망하고 스페인의 지배를 받는다.

### 근대
1795년까지 지배를 받고, 바젤 조약의 결과로 섬 전체는 프랑스에 지배를 받기 시작했으나, 1809년 다시 스페인에 넘어갔다. 1821년 독립을 선포했으나, 곧 아이티의 점령을 받았고, 1844년 2월 27일에 아이티로부터 독립, 도미니카 제1공화국이 성립되었다. 그러나 1861년부터 1865년까지 스페인의 지배를 다시 받았고, 1867년 스페인을 완전히 몰아내는데 성공하였다. 하지만 1917년부터 1925년까지 미국의 속령으로 지배를 받고, 그 후로도 라파엘 트루히요의 독재시기를 겪는 등, 정치적 불안이 있었던 역사를 갖고 있다.

## 행정 구역
수도는 산토도밍고이다. 제2도시는 산티아고데로스카바예로스이며, 제3도시는 산프란시스코데마코리스이다.

## 지리
국가의 모든 지역이 섬으로 구성되었으며, 아이티와 국경이 맞닿는다. 대 안틸레스 제도에서 두 번째로 큰 히스파니올라섬에 있으며 아이티와 2:1의 비율로 국토를 점유하고 있다. 전체 국토면적이 약 48,671km2로 쿠바 다음으로 대 안틸레스 제도에서 큰 나라이다.
가장 높은 산은 피코 두아르테(Pico Duarte)로 3,087m이며 가장 큰 호수는 엔리키요(Enriquillo) 호수이다. 많은 강이 있는데 소코 강, 이가모 강, 바하보니코 강 등이 있다.
강을 토대로 전기 발전을 하기도 하는데 댐과 수력 발전소가 바오, 니자오, 오스마, 이가모 강 등지에 있다.
주요 도시로는 수도인 산토도밍고(Santo Domingo)와 제2의 도시 산티아고(Santiago), 라베가(La vega), 푸에르토플라타(PTO PTA, 산펠리페데푸에르토플라타)등이 있다.

## 기후
연평균 기온 27°C.
연평균 강우량 약 1,500mm ~ 1,800mm.
아열대성 기후이며, 건기(11-4월)와 우기(5-10월)로 나뉜다.

## 정치
대통령제를 실시한다.
2024년 2월 기준으로 집권당은 현대혁명당(Partido Revolucionario Moderno, 약칭 PRM)이며 대통령은 루이스 아비나데르이다. 2024년 5월 18일, 일요일에 대통령 선거가 예정되어 있다.

## 민족
주민은 유럽계가 15%, 흑인 10%, 혼혈이 75%이다.

## 언어
언어는 스페인어가 공용어이다. 전 국민이 스페인어를 모어로 사용하며 전인구의 10% 가량을 차지하는 아이티인들은 프랑스어에 기반한 크레올어를 사용하며, 프랑스어도 사용한다.

### 스포츠

#### 야구
도미니카 공화국에서의 야구는 아주 인기가 높아 국기(國技)나 다름없다. 매년 10월 중순쯤 윈터리그(Beisbol Invernal)가 시작되어서 이듬해 1월 말쯤 끝난다.
도미니카 공화국 야구 리그에 참가하는 6개 구단은 수도인 산토 도밍고에 근거지를 두는 티그레스 델 리세이(Tigres del licey)와 레오네스 델 에스코히도(Leones del Escogido), 산티아고데로스카바예로스의 아길라스 시바에냐스(Aguilas cibaeñas), 산프란시스코데마코리스의 히간테스 델 시바오(Gigantes del cibao), 산페드로데마코리스의 에스트레야스 오리엔탈레스(Estrellas orientales), 라로마나의 아수카레로스 델 에스테(Azucareos del este 또는 Toros del este)이다.
리그는 크게 3개 일정으로 나뉜다.
1. 정규 리그 (Serie Regular) : 각 팀이 상대 팀을 상대로 10경기씩 총 50경기를 하며 이 성적을 근거로 4팀이 남는다.
2. 라운드 로빈 (Round Robin) : 남은 4개의 팀이 각 팀을 상대로 6경기씩 하며 여기서 성적이 좋은 2팀 만이 남는다.
3. 결승 시리즈 (Serie Final): 남은 2팀이 9전 5선승제의 경기를 한다. 여기의 승자가 윈터리그의 우승 팀이 된다.

주로 월요일과 목요일은 경기가 열리지 않으며 사정상 못하게 되었던 경기를 이날 한다. 자국 리그가 끝나면 우승 팀이 인근 카리브해의 국가인 베네수엘라, 푸에르토리코, 멕시코의 우승 팀과 함께 카리브 시리즈(Serie del Caribe)를 한다.
도미니카 공화국은 2013년 월드 베이스볼 클래식에서 우승하였다.
도미니카 공화국 출신 야구선수 일부는 메이저 리그 베이스볼, KBO 리그에서도 활동하고 있다.
종교는 가톨릭 45%, 개신교 20%이다.

### 공휴일
- 1월 1일 신정
- 1월 6일 공현절(Ephiphany)
- 1월 21일 종교 기념일(Altagracia 성녀일)
- 1월 26일 독립 영웅 Duarte 탄신일
- 2월 27일 독립 기념일[7]
- 4월 첫째 금요일 부활절
- 5월 1일 노동절
- 6월 22일 종교 기념일(성체일)
- 8월 16일 공화국 선포 기념일
- 9월 24일 종교 기념일(Mercedes 성녀일)
- 11월 6일 건국 헌법의 날
- 12월 25일 성탄절